# Sphalloplana pricei
Sphalloplana pricei är en plattmaskart som först beskrevs av Libbie Henrietta Hyman 1937.  Sphalloplana pricei ingår i släktet Sphalloplana och familjen Planariidae. Inga underarter finns listade i Catalogue of Life.